# Pinheiro de Coja
Pinheiro de Coja (pré-acordo ortográfico de 1990, Pinheiro de Côja) é uma povoação portuguesa do Município de Tábua que foi sede da extinta Freguesia de Pinheiro de Coja, freguesia que tinha 12,32 km² de área e 308 habitantes (2011), e, por isso, uma densidade populacional de 25 hab/km².
Pinheiro de Coja fica situada na margem direita do rio Alva, na periferia do Município de Tábua.
Em 2013, a Freguesia de Pinheiro de Coja foi agregada à Freguesia de Meda de Mouros, criando-se a União de Freguesias de Pinheiro de Coja e Meda de Mouros.   
A Freguesia de Pinheiro de Coja integrava as povoações de Bogalhas e o lugar de Venda do Porco. 
Pinheiro de Coja, antigamente chamada de Santiago de Pinheiro, foi vila e sede de concelho que recebeu foral manuelino a 12 de  Setembro de 1514, o qual foi extinto em 1834, dele faziam parte as localidades de Benfeita, Carregosela, Esculca, Espariz, Pinheiro "sede" Póvoa das de Coja, Póvoa da Salgueira. A 5 de Novembro de 1835 recebe categoria de freguesia sendo já do concelho de Coja até a extinção deste em 1853, que passou para o de Arganil. Desde então a freguesia chamada de Pinheiro passa a ter o topónimo do nome actual de (Pinheiro de Côja) possivelmente devido a ter pertencido ao antigo concelho de Côja. E em 1855 passa para o concelho (atual município) de Tábua até aos dias de hoje.

## Agenda de Festividades durante o ano
- Fevereir o - Feira de Santo Cristo, (não se realiza).
- Março ou Abril - Páscoa, missa de seguida a visita/benção pascal nas aldeias da freguesia.
- Maio - Recitação do terço ao longo do mês com procissão de velas.
- Junho e Julho - Santos Popular, pequenos eventos tradicionais organizados pelas associações da freguesia.
- Julho - Festival de Folclore do Rancho F. Casa do Povo.
- Julho - Feira de São Tiago, feira de gado e produtos da terra.
- Agosto - Festival de Folclore do G.C Verde Pinho.
- Agosto - Festa em Louvor a N.Sra da Graça.
- Agosto - Festa em Louvor do Senhor Santo Cristo.
- Setembro - Piquenique, pequeno evento organizado pelas associações da freguesia.
- Novembro - Todos os Santos, a tradicional missa e Romagem ao cemitério.
- Dezembro - Natal e Anos Novo, festividades comuns tradicionais.

(e ainda os eventos de aniversário das associações da freguesia). 

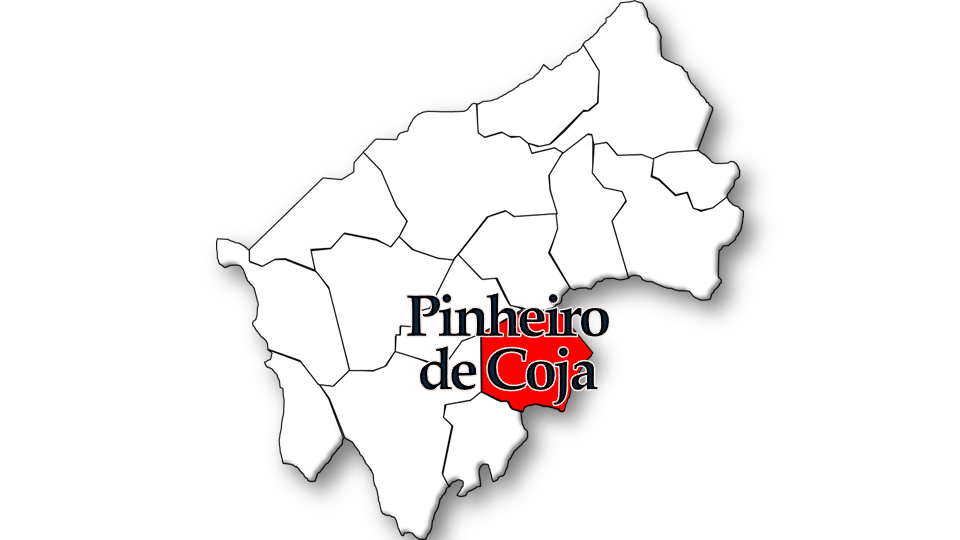
Localização no Município de Tábua

## População
| População da freguesia de Pinheiro de Coja | População da freguesia de Pinheiro de Coja | População da freguesia de Pinheiro de Coja | População da freguesia de Pinheiro de Coja | População da freguesia de Pinheiro de Coja | População da freguesia de Pinheiro de Coja | População da freguesia de Pinheiro de Coja | População da freguesia de Pinheiro de Coja | População da freguesia de Pinheiro de Coja | População da freguesia de Pinheiro de Coja | População da freguesia de Pinheiro de Coja | População da freguesia de Pinheiro de Coja | População da freguesia de Pinheiro de Coja | População da freguesia de Pinheiro de Coja | População da freguesia de Pinheiro de Coja |
| ------------------------------------------ | ------------------------------------------ | ------------------------------------------ | ------------------------------------------ | ------------------------------------------ | ------------------------------------------ | ------------------------------------------ | ------------------------------------------ | ------------------------------------------ | ------------------------------------------ | ------------------------------------------ | ------------------------------------------ | ------------------------------------------ | ------------------------------------------ | ------------------------------------------ |
| 1864                                       | 1878                                       | 1890                                       | 1900                                       | 1911                                       | 1920                                       | 1930                                       | 1940                                       | 1950                                       | 1960                                       | 1970                                       | 1981                                       | 1991                                       | 2001                                       | 2011                                       |
| 621                                        | 685                                        | 535                                        | 639                                        | 559                                        | 589                                        | 493                                        | 608                                        | 661                                        | 519                                        | 436                                        | 495                                        | 448                                        | 372                                        | 308                                        |

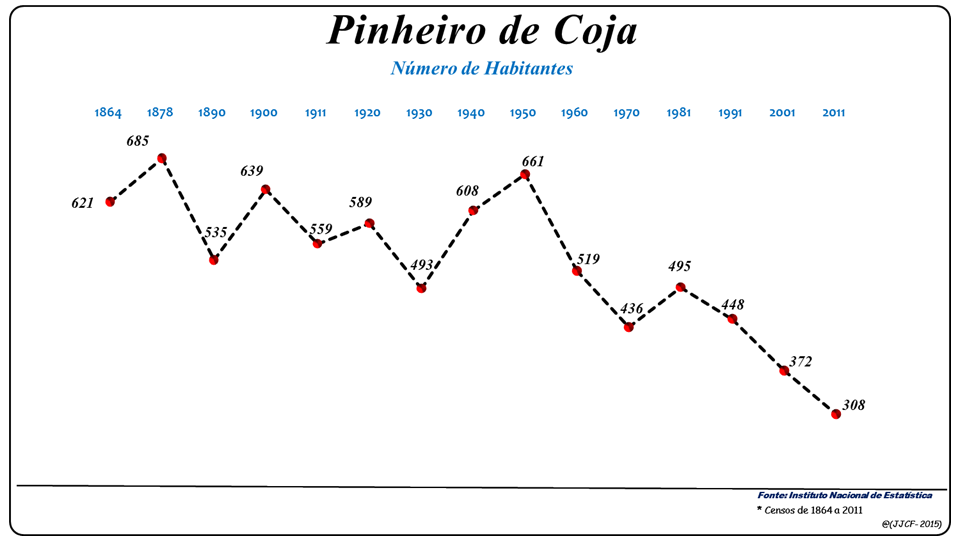
Evolução da População (1864 / 2011)

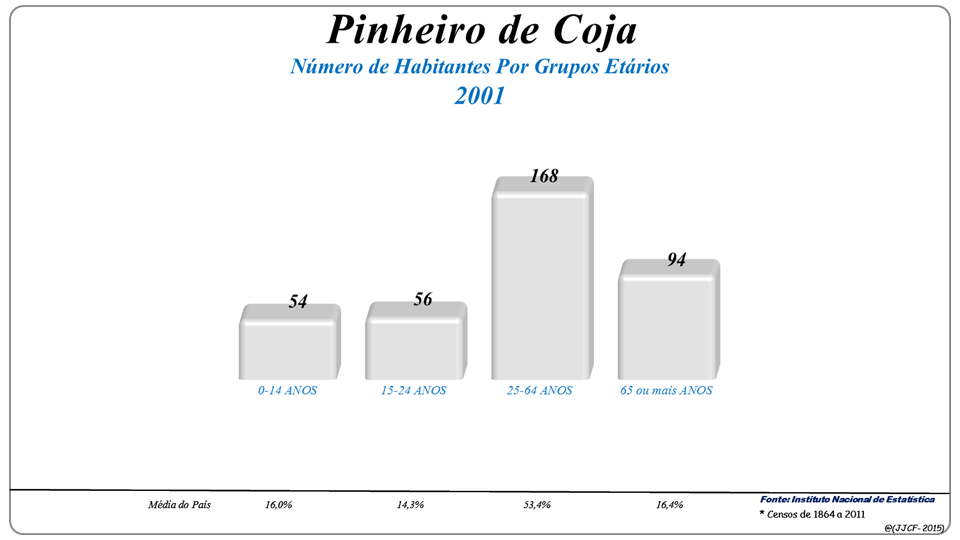
Grupos Etários (2001 e 2011)

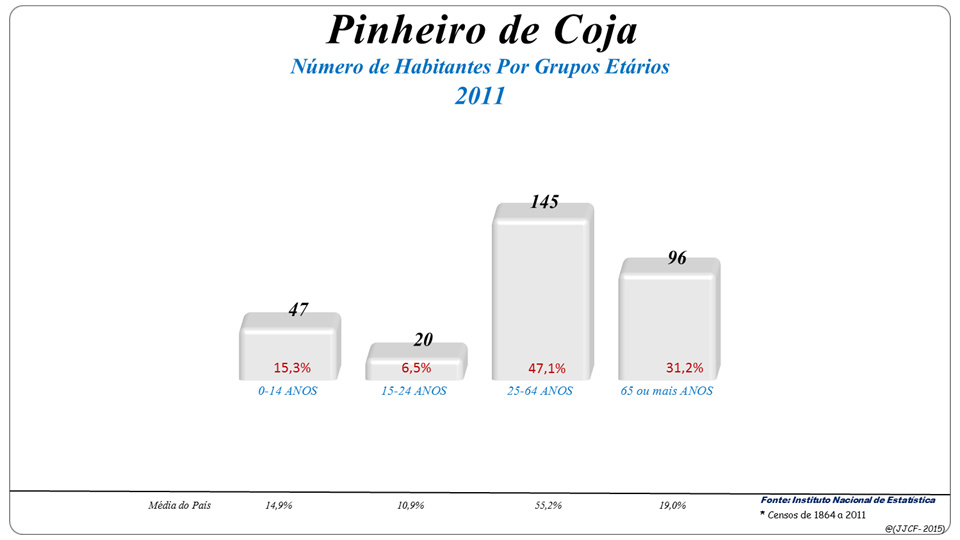
Grupos Etários (2001 e 2011)

A 1934 a freguesia constituída pelas povoações de Bogalhas, Venda do Porco, Pereiro, Moenda e Sede, tinha 801 habilidades, sendo 374 do sexo masculino e 427 do sexo feminino, dividido por 267 famílias. Fonte de uma notícia sobre a freguesia ao jornal da comarca de Arganil. 

## Património
- Igreja Matriz e Paroquial de São Tiago
- Capela do Senhor de Santo Cristo
- Capela da Senhora da Graça
- Capela de Santo Ouvido
- Capela das Almas
- Lavadouro da Canada da Fonte
- Lavadouro da Trincheira
- Lavadouro do Vale Mioto
- Chafariz do Largo da Igreja
- Chafariz do Largo N.S da Graça
- Chafariz do Largo João Caetano
- Chafariz Rua José Valentim
- Chafariz Venda do Porco
- Parque das Merendas de Santo Cristo
- Monumento ao Cristo Rei
- Ponte das Rans
- Ponte da Ribeira Pinheiro
- Parque Infantil e Polidesportivo
- Cruzeiro das Almas
- Junta de Freguesia
- Escola EB1/ Jardim de Infância
- Residência Paroquial

## Tradições, Artesanato e Gastronomia.

### Tradições
Uma das tradições é a do Cepo de Natal. Trata-se de uma enorme fogueira, alimentada por cepos e que se acende no largo da aldeia Não muito distante da igreja matriz, esta fogueira é acesa no dia 24 de Dezembro e mantida até ao Dia de Reis. Trata-se de um local de encontro onde as pessoas se reúnem em volta do cepo à espera da missa do galo… Uma outra tradição era a de enfeitar os altares da igreja com vasos plantados com trigo ou centeio durante a época do Natal. 
Pinheiro de Côja tem 2 feiras anuais já muito antigas que ainda hoje se realizam a de Santo Cristo, a 25 de fevereiro, e Feira Anual de São Tiago, Feira de Gado e Produtos da Terra a 25 de Julho.
Ainda possui 2 festivais de folclore em Julho e Agosto e ainda 2 festas religiosas em louvor do Senhor de Santo Cristo e a outra em louvor de Nossa Senhora da Graça ambas em Agosto.
Também se realiza anualmente a visita/benção pascal pelas aldeias da freguesia com foguetes que avisam onde vai Cristo Ressuscitado esta de responsabilidade da irmandade. 
A recitação do terço ao longo do mês de Maio e Outubro com procissão de velas.
A missa de corpo de deus com procissão de volta da igreja sobre belíssimos tapetes de flores, de seguida à tarde realiza-se a missa de corpo de deus na sede de concelho com o encontro de todas as irmandades do concelho.
Santos Populares/Magusto, lanches convívios de organização das associações da freguesia.

### Artesanato
O artesanato típico da freguesia é uma arte que traduz os valores da cultura tradicional que tende a desaparecer. Os alfaiates, carpinteiros, sapateiros, ferreiros, pedreiros, resineiros, carreiros, tanoeiros, ferradores, tamanqueiros, canastreiros, canteiros, barbeiros, pezeiros, tecedeiras, fiandeiras, mercadores e negociantes de gado.
Em Pinheiro de Coja, as obreiras, dedicavam o seu tempo e manifestavam a sua criatividade através da manufatura de Baínhas Abertas, trabalhos magníficos de artes, o resultado do talento e dos dedos das artesãs da freguesia, muitas vezes associados ou a complementar bordados ou rendas. 

### Gastronomia Típica
Cabrito Assado, Chanfana, Tiborna de Bacalhau, Torresmos, Queijo da Serra, Enchidos, Broa de Milho, Tigelada, Pão de Ló, Arroz Doce Branco, Sonhos de Abóbora Menina, Vinho do Dão, Azeite e Mel.

## Colectividades
- Rancho Folclórico da Casa de Povo de Pinheiro de Coja.  (Fundado a 1943).
- Grupo Cultural Verde Pinho - Associação Cultural Desportiva e Recreativa de Pinheiro de Coja. (Fundado a 25 de Outubro 1989).
- Casa do Povo - Associação Cultural Recreativa e de Fomento Social onde anteriormente funcionava um Posto Médico, funcionou também um Grupo de Teatro e uma Tuna de Música. (Criada a 9 de Fevereiro 1938).
- Associação Recreativa e Cultural de Bogalhas.
- Núcleo dos Amigos da Freguesia de Pinheiro de Coja. (Fundado a 16 fevereiro 1964).
- Confraria Irmandade do Santíssimo Sacramento da Freguesia de Pinheiro de Coja. Desconhece-se a data da fundação da irmandade, mas sabe-se que já existia em 1893-1894 devido à existência de um livro de contas, nele a contabilidade é cuidadosamente registada anualmente. Tendo os seus primeiros estatutos a ( 3 de outubro 1901) assim comemorando como o aniversário da irmandade.